# سنترال سیتی (نبراسکا)
سنترال سیتی(به انگلیسی: Central City) شهری در ایالت نبراسکا کشور ایالات متحده آمریکا است که جمعیت آن در سرشماری سال ۲۰۱۰ میلادی، ۲٬۹۳۴ نفر بوده‌است.